# Rumex confusus
Rumex confusus är en slideväxtart som beskrevs av Simonkai. Rumex confusus ingår i släktet skräppor, och familjen slideväxter. Inga underarter finns listade i Catalogue of Life.